# Musaria argus
Musaria argus là một loài bọ cánh cứng trong họ Cerambycidae.